# فيتور كونستانسيو
فيتور مانويل ريبيرو كونستانسيو (بالبرتغالية: Vítor Manuel Ribeiro Constâncio‏) من مواليد 12 أكتوبر 1943 هو خبير اقتصادي وأكاديمي برتغالي شغل منصب نائب رئيس البنك المركزي الأوروبي من 2010 إلى 2018. شغل سابقًا منصب حاكم بنك البرتغال من 1985 إلى 1986 ومن 2000 إلى 2010. حاصل على إجازة في الاقتصاد من جامعة لشبونة والماجستير من جامعة برستل ومنذ حزيران 2018 يعمل مُدرِّسًا في مدرسة الاقتصاد وإدارة الأعمال في جامعة نبرة.